# 4819 Gifford
A 4819 Gifford (ideiglenes jelöléssel 1985 KC) a Naprendszer kisbolygóövében található aszteroida. Alan C. Gilmore,  Pamela M. Kilmartin fedezte fel 1985. május 24-én.